# جيرهارد مولر (مستكشف)
جيرهارد مولر (بالألمانية: Gerhard Friedrich Müller )‏ (و. 1705 – 1783 م) هو مستكشف، ومؤرخ، وأستاذ جامعي من الإمبراطورية الروسية، ولد في هرفورد، وكان عضوًا في الجمعية الملكية، والأكاديمية الروسية للعلوم، والأكاديمية الملكية السويدية للعلوم، توفي في موسكو، عن عمر يناهز 78 عاماً.

## التعليم
تعلم في جامعة لايبتزغ (منذ 1724).

## جوائز
حصل على جوائز منها:
- وسام القديس فلاديمير من الدرجة الثالثة  [لغات أخرى]‏ (1783)
- زميل في الجمعية الملكية.

## روابط خارجية
- جيرهارد مولر على موقع الموسوعة البريطانية (الإنجليزية)